# وست بی، دورست
وست بی (به انگلیسی: West Bay) یک روستا در بریتانیا است که در بریدپورت واقع شده‌است.